# Gare d'Ōme
La gare d'Ōme (拝島駅, Ōme-eki) est une gare ferroviaire de la ville d'Ōme, à Tokyo au Japon. Elle est exploitée par la compagnie JR East.

## Situation ferroviaire
La gare est située au point kilométrique (PK) 18,5 de la ligne Ōme.

## Historique
La gare est inaugurée le 19 novembre 1894.

## Service des voyageurs

### Accueil
La gare dispose d'un bâtiment voyageurs, avec guichets, ouvert tous les jours.

### Dispositions des quais
- Ligne Ōme :
  - voies 1 et 2 : direction Okutama ou Tachikawa et Tokyo

## Dans les environs
- Parc du chemin de fer d'Ōme